# Erateina faventia
Erateina faventia là một loài bướm đêm trong họ Geometridae.